# Temelucha helvola
Temelucha helvola är en stekelart som beskrevs av Dasch 1979. Temelucha helvola ingår i släktet Temelucha och familjen brokparasitsteklar. Inga underarter finns listade i Catalogue of Life.